# Don't Take It Personal (Just One of Dem Days)
Don't Take It Personal (Just One of Dem Days) is een nummer van de Amerikaanse r&b-zangeres Monica uit 1995. Het is de eerste single van haar debuutalbum Miss Thang. Het nummer bevat samples van de nummers "Back Seat (Of My Jeep)" van LL Cool J en "Bring the Noise" van Public Enemy.
Het nummer werd een grote hit in de Verenigde Staten en Oceanië. In de Amerikaanse Billboard Hot 100 haalde het de 2e positie. Buiten de VS en Oceanië werd het nog in het Verenigd Koninkrijk en Nederland een bescheiden hitje. In de Nederlandse Top 40 haalde het de 21e positie.